# Orthosia pacifica
Orthosia pacifica là một loài bướm đêm trong họ Noctuidae.